# Annemieke
Annemieke of Annemiek is een meisjesnaam.
De naam hangt samen met Annemarie en Anna Maria, wat is afgeleid van de combinatie Anna en Maria.

## Bekende naamdraagsters
- Annemieke Hoogendijk, tekstschrijfster, actrice, zangeres, webmaster en cateraar
- Annemiek Padt-Jansen, harpiste en politica
- Annemiek Punt, kunstenares
- Annemieke Schollaardt, radio-dj
- Annemiek Schrijver, schrijfster, columniste en presentatrice
- Annemiek van Vleuten, wielrenster
- Annemieke Verdoorn, actrice